# Škoda Superb
La Škoda Superb est une automobile haut de gamme produite et commercialisée par le constructeur automobile tchèque Škoda Auto. La première Superb est commercialisée de 1934 à 1949. Depuis 2001, le nom est à nouveau porté par une grande routière Škoda. La première génération de ce nouveau modèle est commercialisée en 2001, la seconde en 2008 et la troisième génération en 2015, suivie d'un restylage en 2019 et de l'arrivée en 2020 d'une version hybride rechargeable nommée « iV » (pour innovative Vehicle).

## Škoda Superb (1934-1949)
La Superb, qui a été lancée en 1934, a été la première voiture de Škoda disponible avec un moteur V8 et une traction intégrale.

## 1regénération (2001-2008)
Basée sur la plate-forme de la Volkswagen Passat et reprenant de nombreux éléments de celle-ci, la Superb apparue en 2001, a un empattement rallongé de dix centimètres par rapport à celui de la Passat, et bénéficie de prestations supérieures.
Ses prestations et son espace intérieur la placent dans le segment H1 des « routières », segment dans lequel Volkswagen est absent.
À son lancement, elle ne dispose pas de banquette rabattable. Ce défaut fut corrigé à partir de 2004.

En 2008, elle est remplacée par la Škoda Superb II.

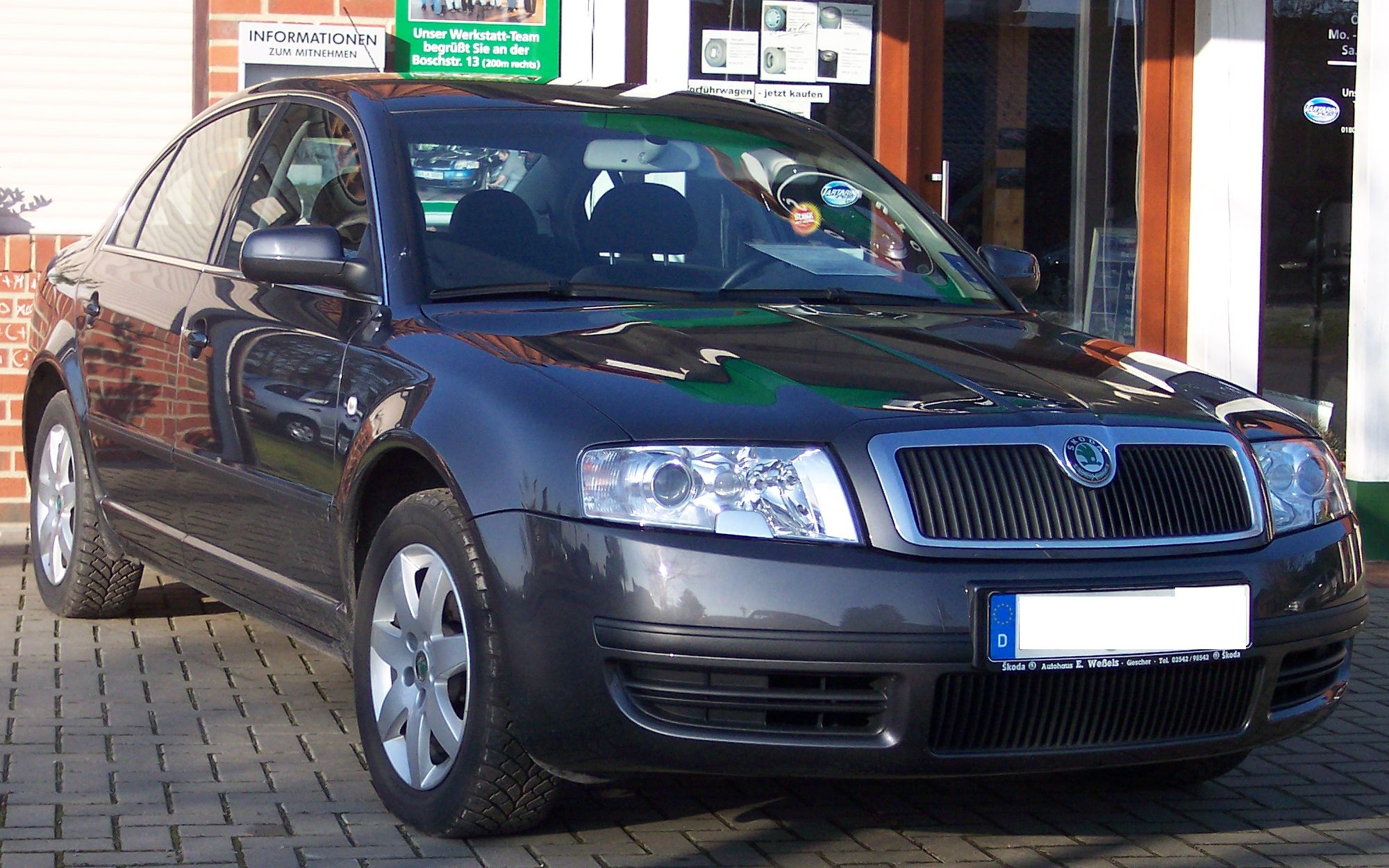
Škoda Superb I phase 1
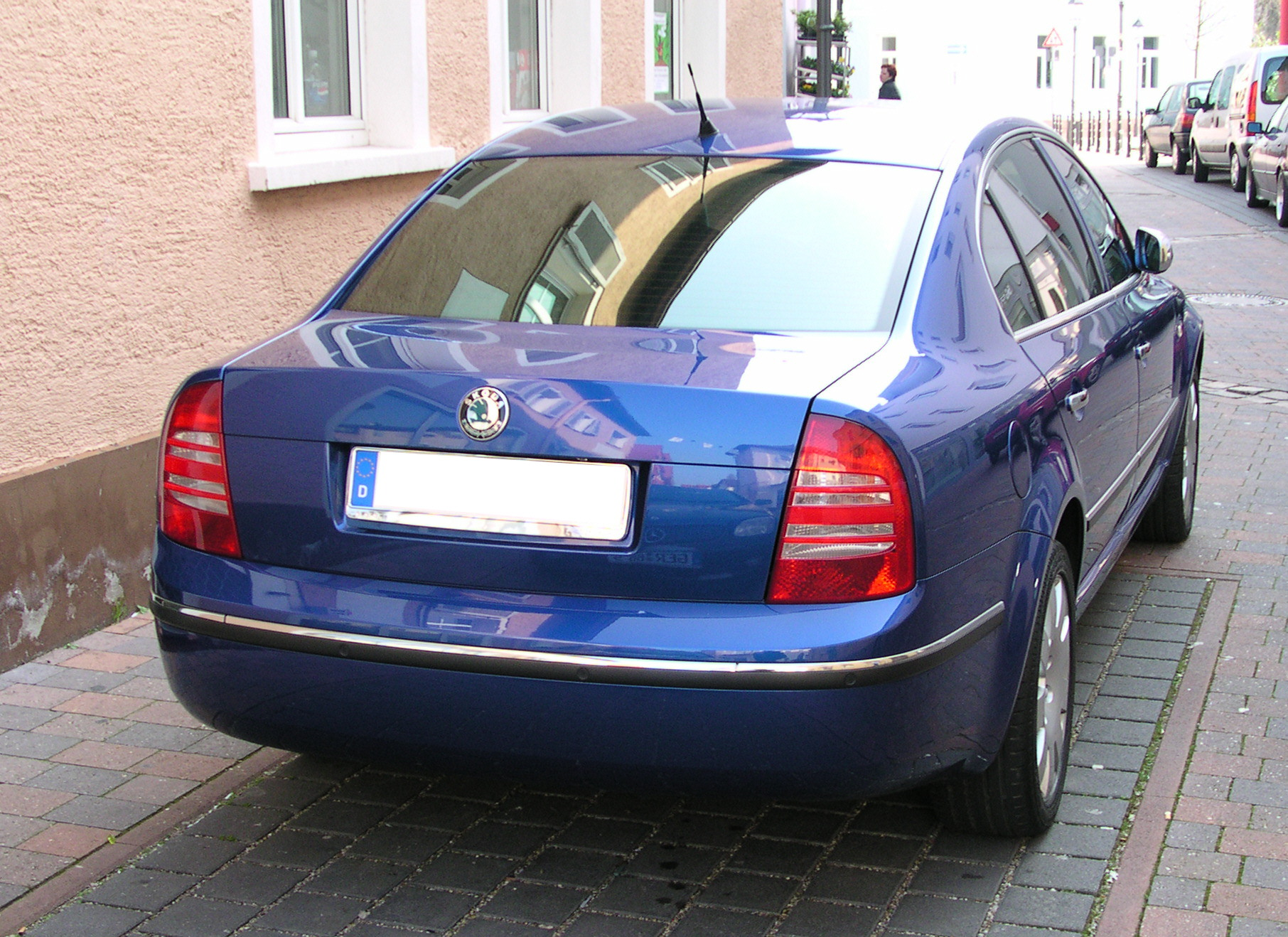
Škoda Superb I phase 1

## 2egénération (2008-2015)
La Škoda Superb est une grande routière tricorps et la limousine du constructeur tchèque Škoda Auto, filiale du groupe allemand Volkswagen AG depuis 1991. Elle est dévoilée et présentée début mars 2008 à l'occasion de la 78e édition du Salon international de l'automobile de Genève. La Superb est basée sur le design et la technique (la plateforme et les moteurs) de sa cousine germanique, la Volkswagen Passat B6. Une variante break Superb Combi est commercialisée fin 2009.

Škoda Superb II phase 1
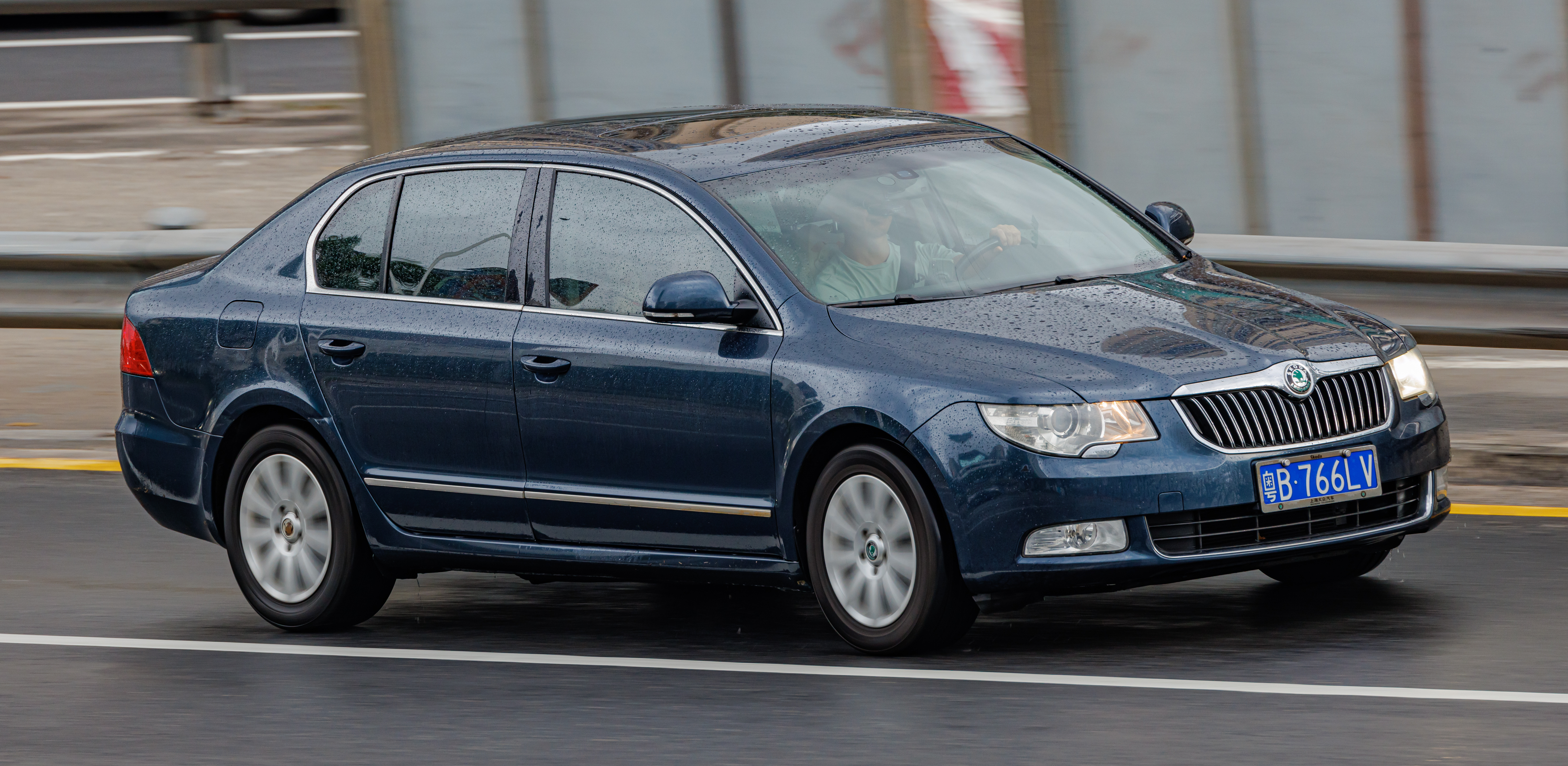
Škoda Superb II phase 1
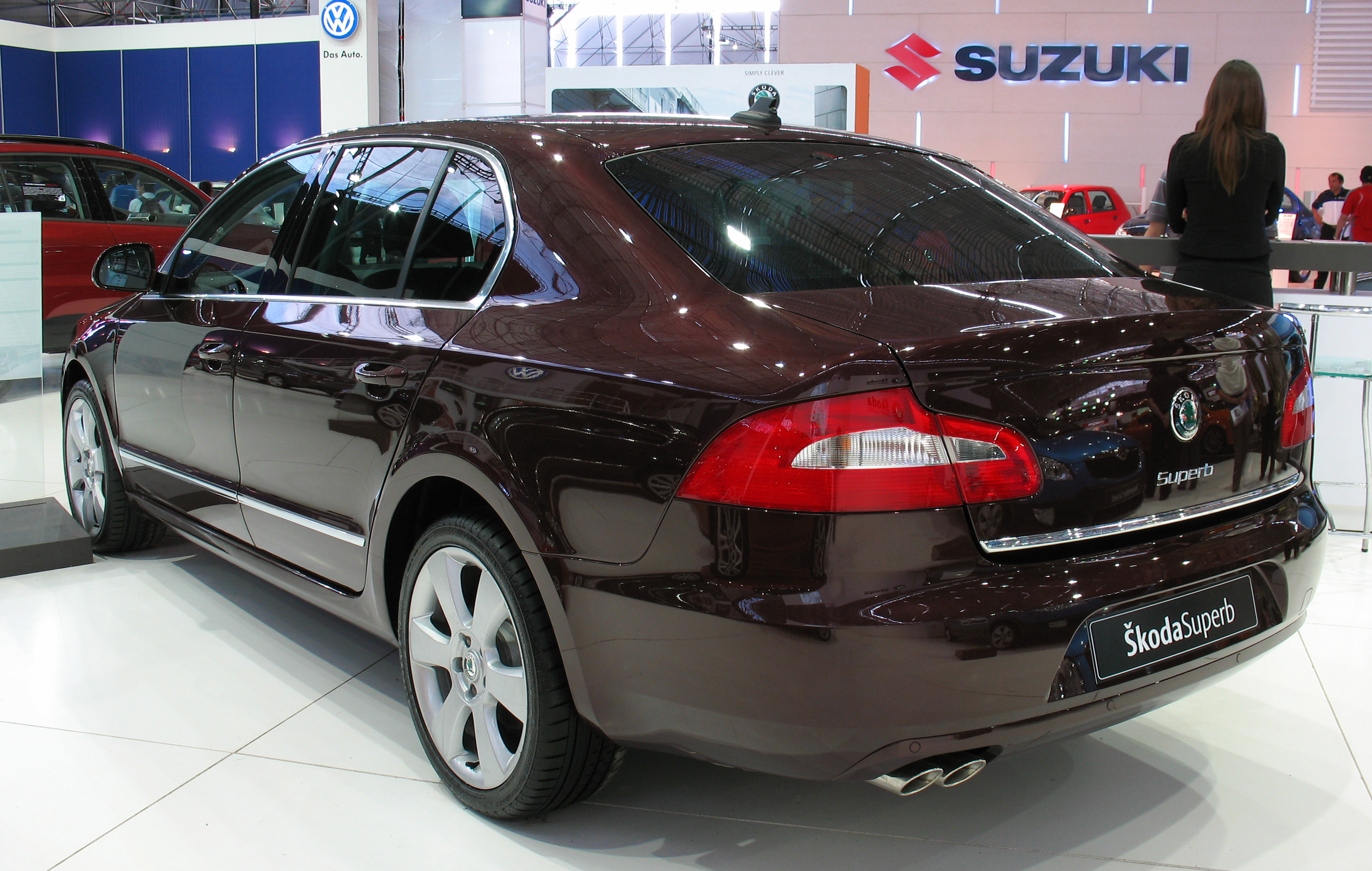
Škoda Superb II phase 1
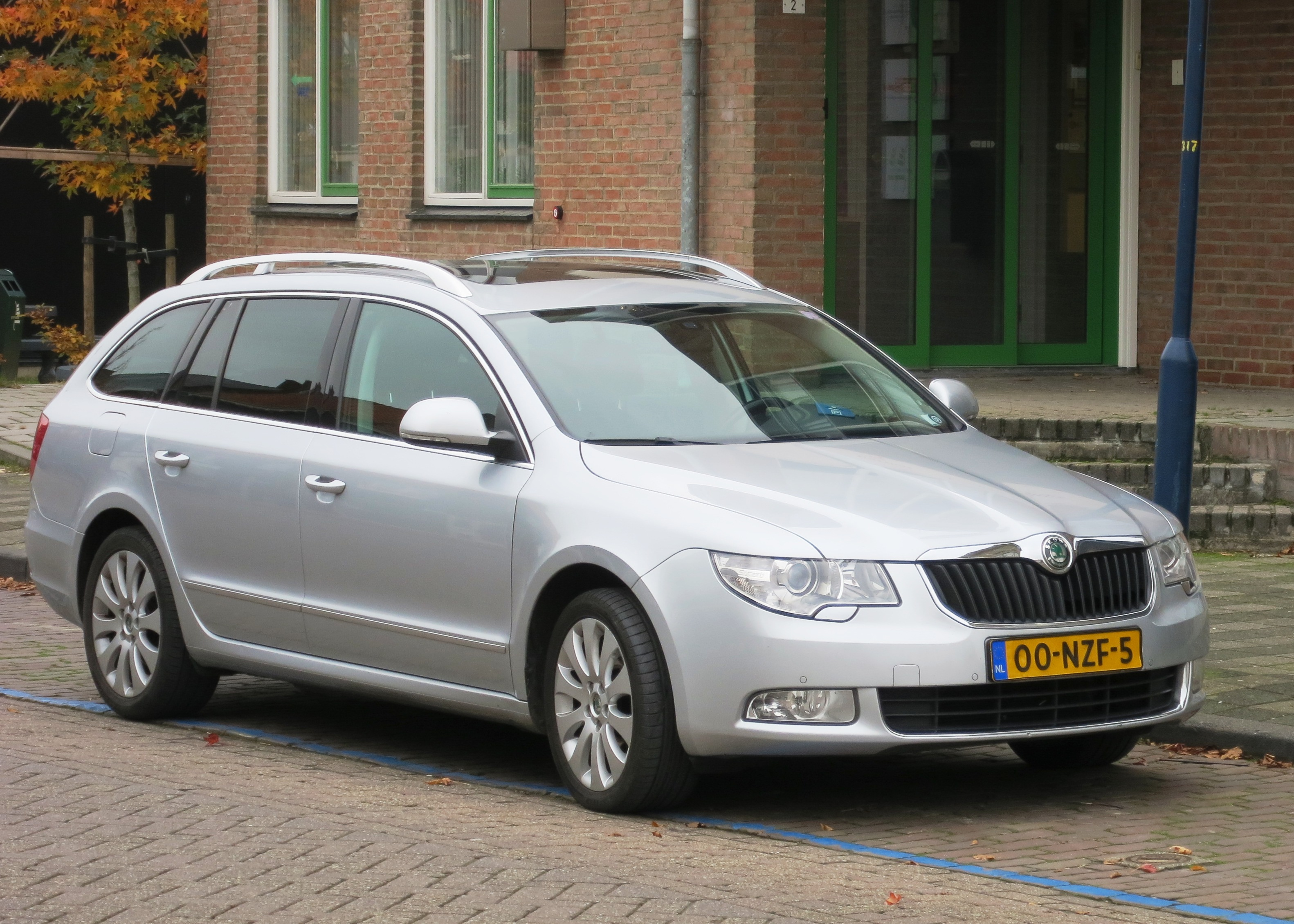
Škoda Superb II Combi phase 1
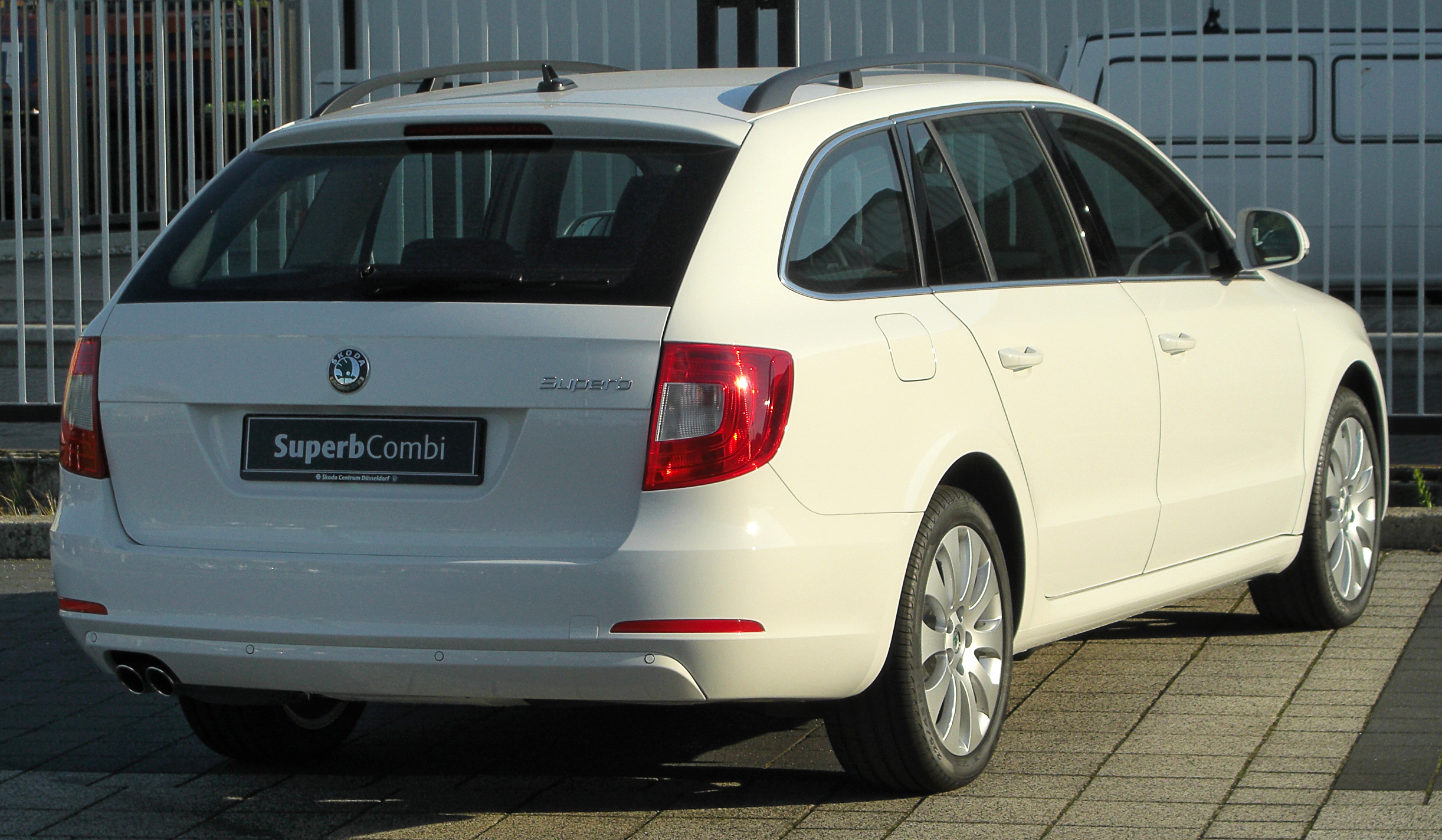
Škoda Superb II Combi Phase 1

### Motorisations et données environnementales
Sa palette de motorisations se compose de trois blocs moteur tournant à l'essence et de trois Diesel. Les moteurs diesel sont tous équipés d'un FAP dans le but de répondre à la norme Euro 5.
| Moteur                               | Transmission                                                             | Émissions de dioxyde de carbone (CO2) | Consommation moyenne           |
| ------------------------------------ | ------------------------------------------------------------------------ | ------------------------------------- | ------------------------------ |
| 1.4 TSi 125 chevaux (92 kilowatts)   | Boîte manuelle 6 vitesses                                                | 157 g/km                              | 6,6 L/100 km                   |
| 1.8 TFSi 160 chevaux (118 kilowatts) | - Boîte DSG 7 vitesses - Disponible avec la transmission intégrale (4x4) | 180 à 198 g/km                        | 7,6 (DSG) à 8,3 (4x4) L/100 km |
| 3.6 V6 260 chevaux (191 kilowatts)   | Boîte DSG                                                                | 235 g/km                              | 10 L/100 km                    |

| Moteur                              | Transmission                                                                  | Émissions de dioxyde de carbone (CO2) | Consommation moyenne           |
| ----------------------------------- | ----------------------------------------------------------------------------- | ------------------------------------- | ------------------------------ |
| 1.6 TDi 105 chevaux (77 kilowatts)  | Boîte manuelle 5 vitesses ou DSG                                              | 114 (GreenLine) à 130 g/km            | 4,4 (GreenLine) à 5,7 L/100 km |
| 2.0 TDi 140 chevaux (103 kilowatts) | - Boîte manuelle 6 vitesses - Disponible avec la transmission intégrale (4x4) | 155 g/km                              | 5,9 L/100 km                   |
| 2.0 TDi 140 chevaux (103 kilowatts) | - Boîte DSG 6 vitesses - Disponible avec la transmission intégrale (4x4)      | 162 g/km                              | 6,8 L/100 km                   |
| 2.0 TDi 170 chevaux (125 kilowatts) | Boîte manuelle 6 vitesses                                                     | 153 g/km                              | 5,8 L/100 km                   |
| 2.0 TDi 170 chevaux (125 kilowatts) | Boîte DSG 6 vitesses                                                          | 159 g/km                              | 5.7 L/100 km                   |
| 2.0 TDi 170 chevaux (125 kilowatts) | Transmission intégrale (4x4)                                                  | 169 g/km                              | 5.7 L/100 km                   |

### L'innovation électromécaniqueTwinDoor
Sur le plan de l'aménagement intérieur, le coffre accueille un volume de chargement de 565 litres (ce qui représente 85 litres de plus par rapport au modèle précédent) et l'ouverture de celui-ci s'opère selon le système breveté TwinDoor (équipé de série sur toutes les versions). Ce dispositif ingénieux est une exclusivité dans le domaine de l'automobile, il assure sur demande, par simple pression sur un bouton, une jonction entièrement robotisée entre la portière du coffre et la lunette arrière ; au choix, une double configuration est donc applicable : l'accès au coffre à bagages s'effectue soit par l'ouverture classique comme sur une berline soit par l'ouverture en hayon comme sur une voiture bicorps,. Le bouton qui actionne le processus se situe en bas à droite de la porte du coffre, juste derrière la finition chromée.
Par ailleurs, lorsque les dossiers des sièges arrière sont rabattus, l'espace de chargement passe à 1 670 litres. Au niveau de l'espace des occupants, l'habitabilité (empattement de 2,761 mètres), le confort des assises et les finitions sont excellentes et les matériaux utilisés restent de bonne facture.

### Équipements
En ce qui concerne les nouveautés en matière d'équipements de série et optionnels, la Škoda Superb deuxième du nom est désormais équipée de neuf coussins gonflables de sécurité (« airbags »), dont ceux pour les genoux du conducteur et latéraux à l'arrière (en option pour l'arrière), ainsi que de la boîte de vitesses « DSG » à six rapports commandable, en option, par le biais des palettes sur un volant à trois branches.

### Mesures et masses
La Superb mesure 4,838 mètres de long et 2,009 mètres de large, pour une hauteur de 1,462 mètre. Le véhicule présente une masse à vide de 1 454 kg. La capacité de son réservoir de carburant est de 60 litres.

### Versions
La Škoda Superb II existe en trois finitions et deux séries spéciales.
- Finitions :
  - Active
  - Ambition
  - Praha (puis Elégance puis Elégance 2 en fonction des années)

- Séries spéciales :
  - GreenLine : pneus à faible résistance au roulement, carénage sous la voiture destiné à améliorer le flux et l'écoulement de l'air et autres améliorations visant à diminuer la consommation.
  - Laurin & Klement : série spéciale haut de gamme notamment équipée d'un toit panoramique de série.

### Phase 2
Un restylage se profila en 2013, avec un logo Škoda passant du vert au noir comme sur toute la gamme Škoda. Le logo vert restylé est celui de la communication écrite et sur papier, le logo noir figure sur les voitures : la calandre, le coffre, le volant, les caches moyeux de roues et la clef de contact en sont équipés. Selon les finitions, il est possible d'avoir des feux de jour à LED en plus des phares au Xénon qui étaient déjà disponibles sur la Superb II phase 1.
La production prend fin en 2015. L'élargissement de la gamme aura porté ses fruits : le break a assuré 35% de la production mondiale de cette génération grâce à son succès en Europe. Aussi, 15% des acheteurs de Superb ont opté pour l'option 4 roue motrices.

Škoda Superb II phase 2
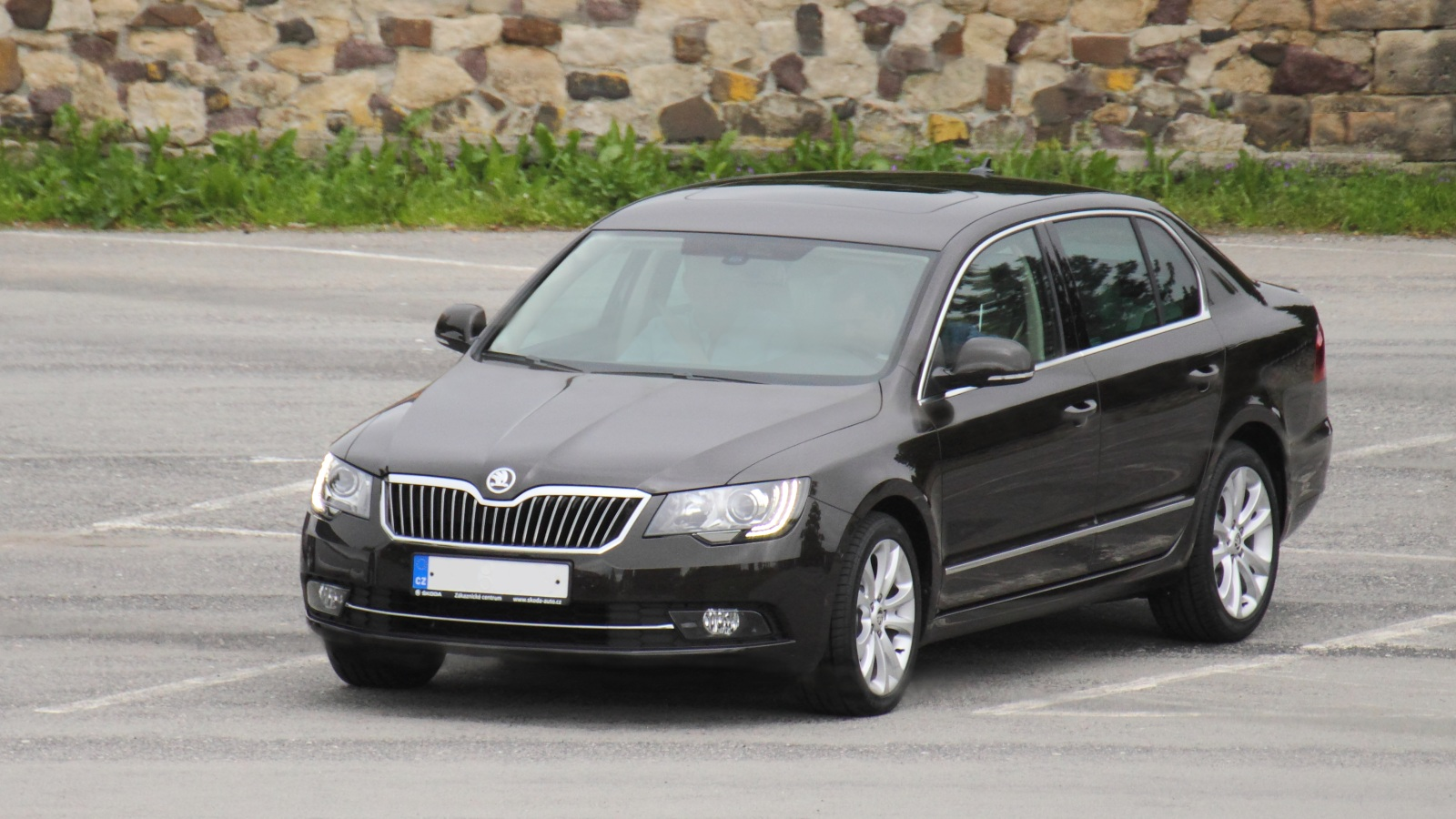
Škoda Superb II restylée
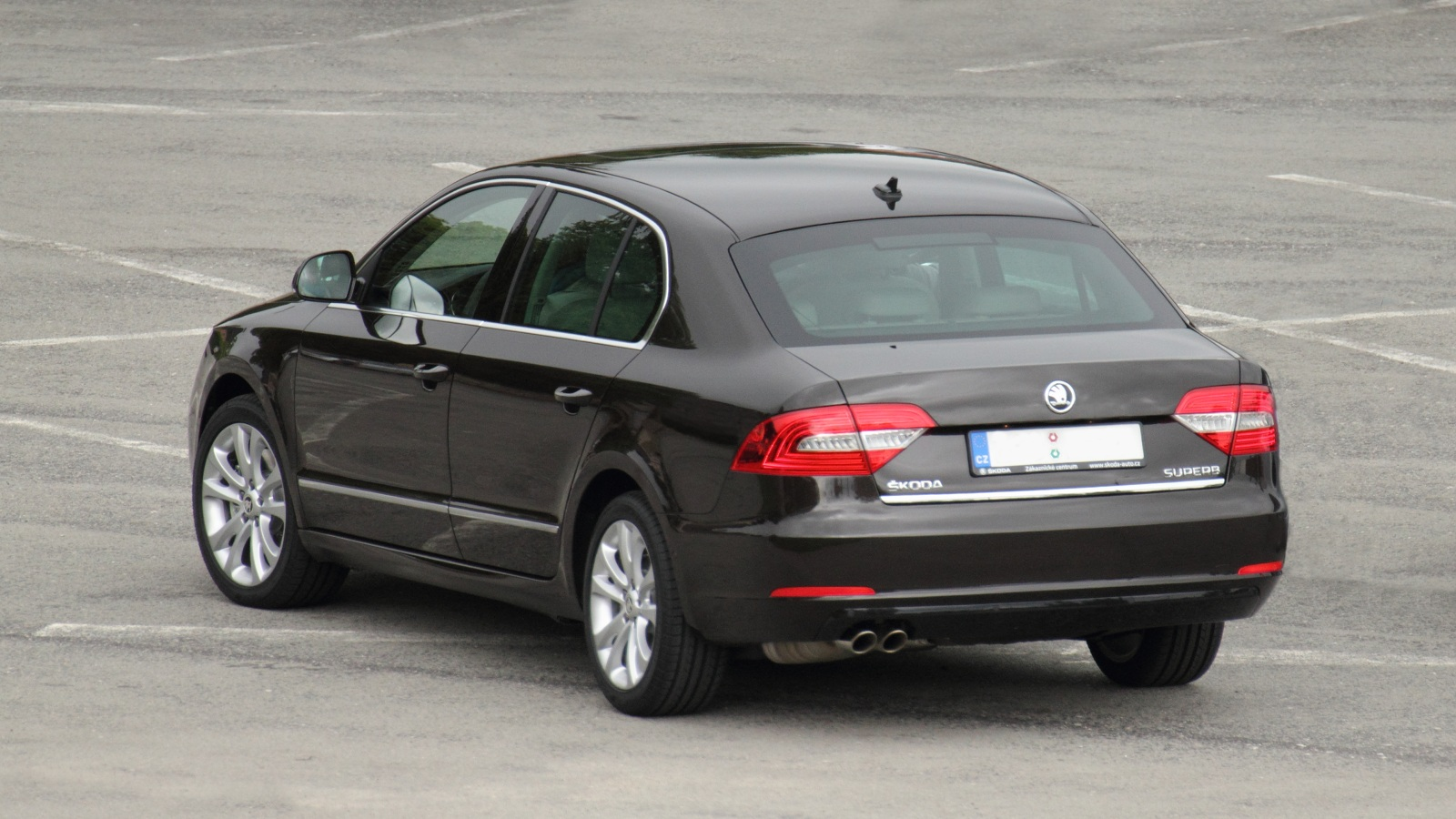
Škoda Superb II restylée
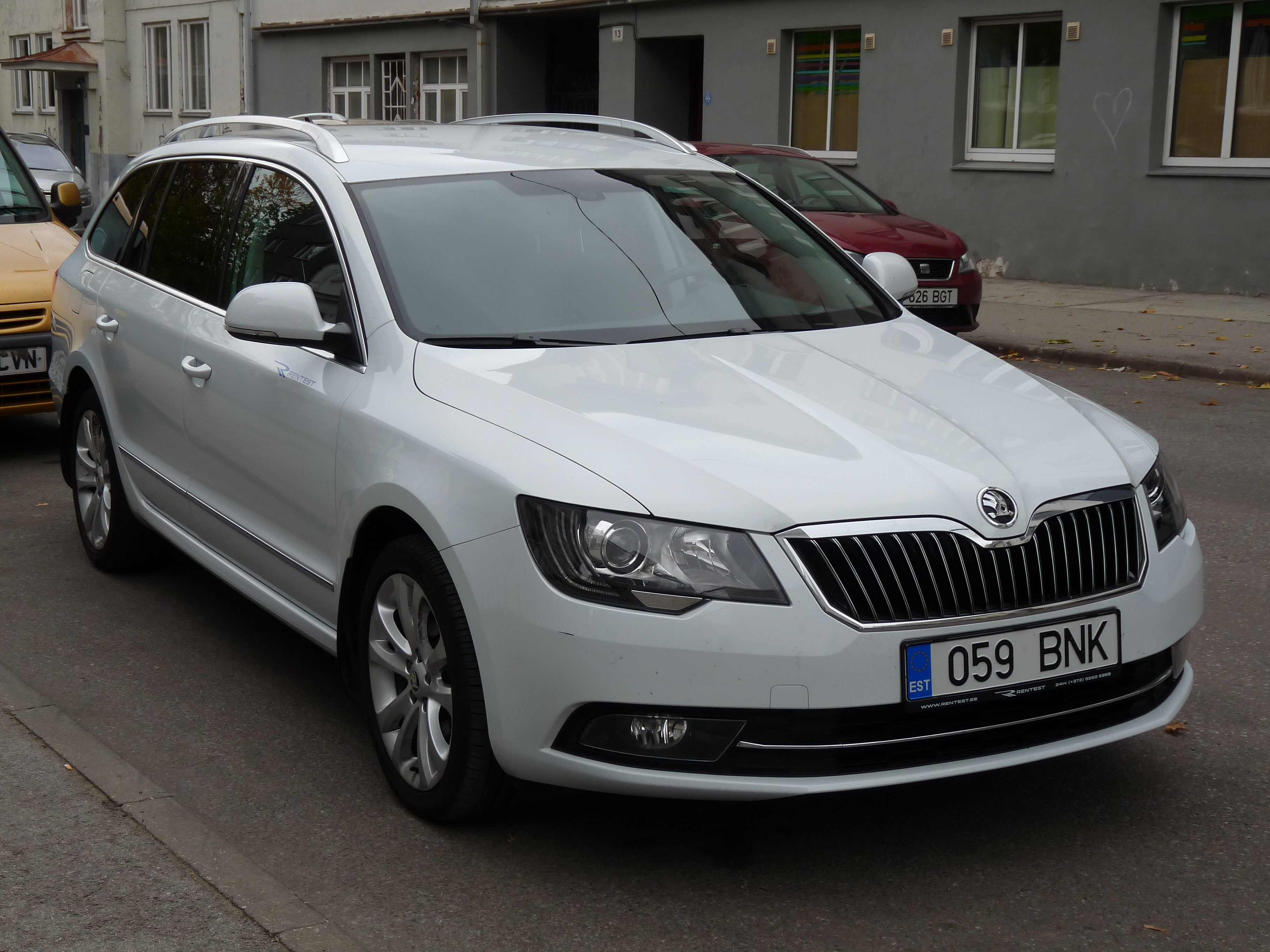
Škoda Superb II Combi restylée

## 3egénération (2015 - 2023)
Présentée au salon de Genève 2015 et lancée en juillet 2015, la Škoda Superb III utilise la toute nouvelle plateforme technique MQB (Modularer Querbaukasten) de Volkswagen.
Existant en berline ou en break, elle entre en concurrence avec la Citroën C5, la Ford Mondeo, la Peugeot 508, la Renault Talisman ou encore la Volkswagen Passat.

### Style
Le style de cette génération reprend les codes stylistiques habituelles de Škoda comme sur l’Octavia. Elle s'inspire beaucoup du concept Škoda Vision C ,. Cela consiste à la traditionnelle signature lumineuse en «c» comme sur l'Octavia . Quant au break appelé Combi, il reprend la face avant mais il a une face arrière différente.

Škoda Superb III phase 1
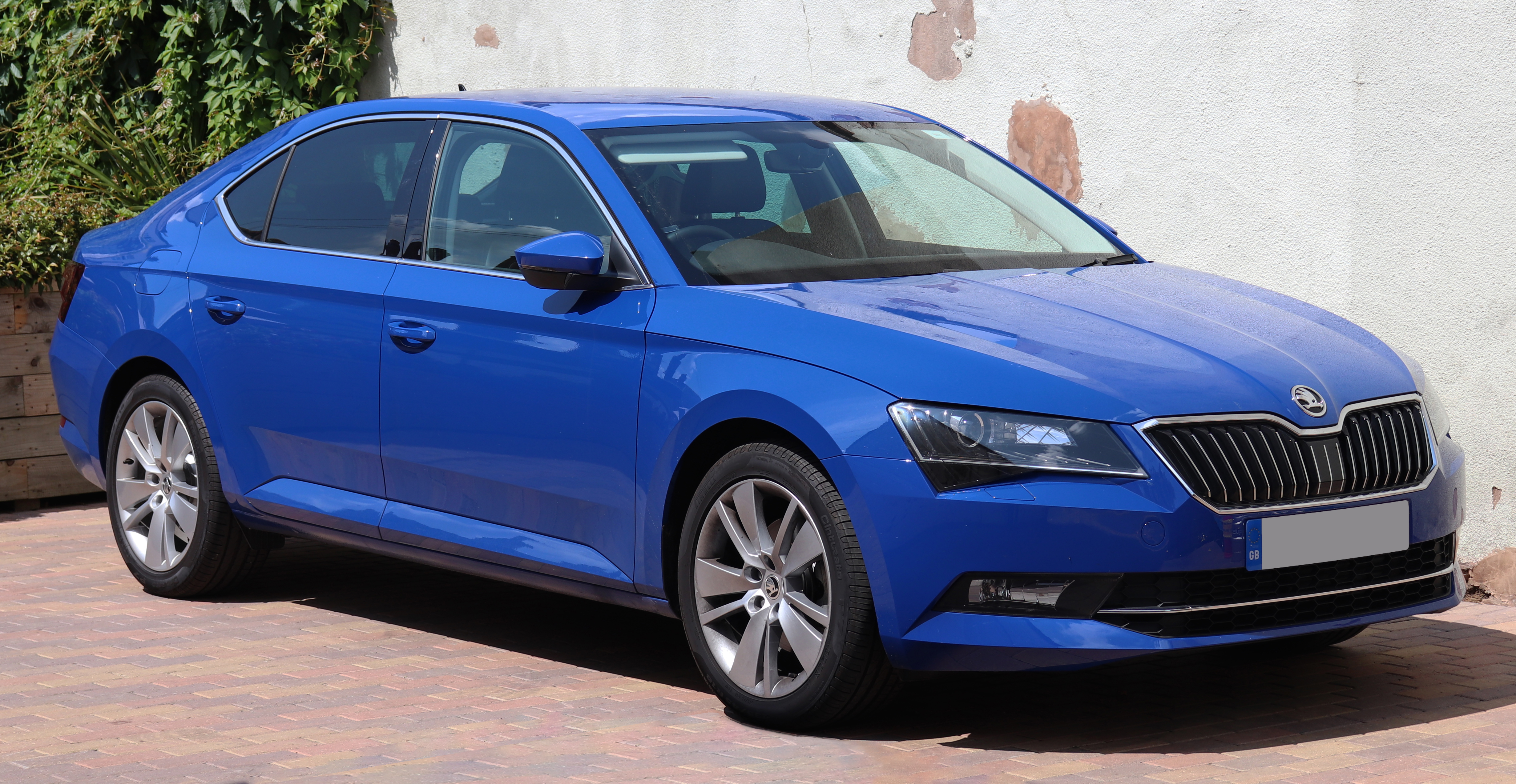
Škoda Superb III
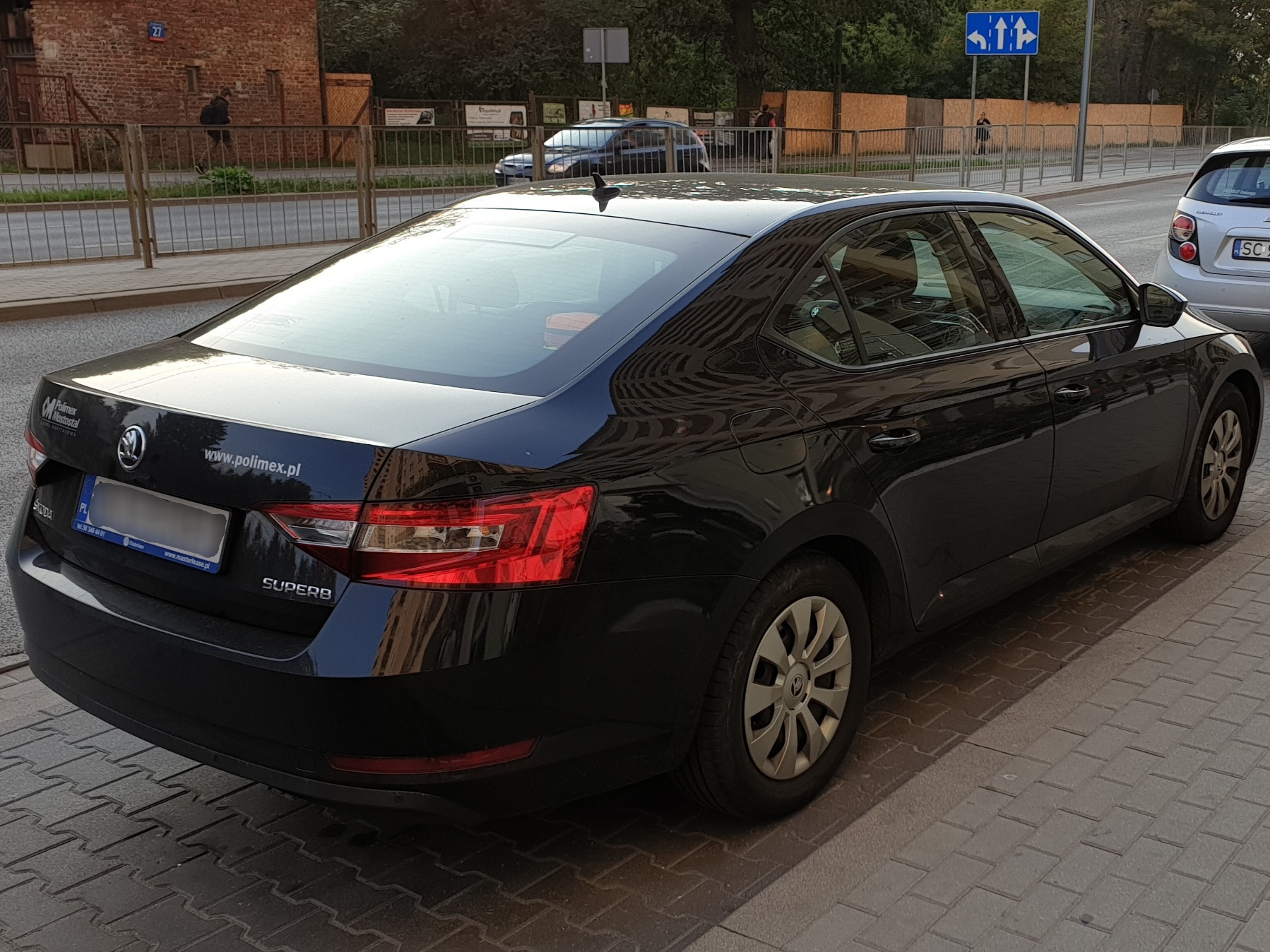
Škoda Superb III
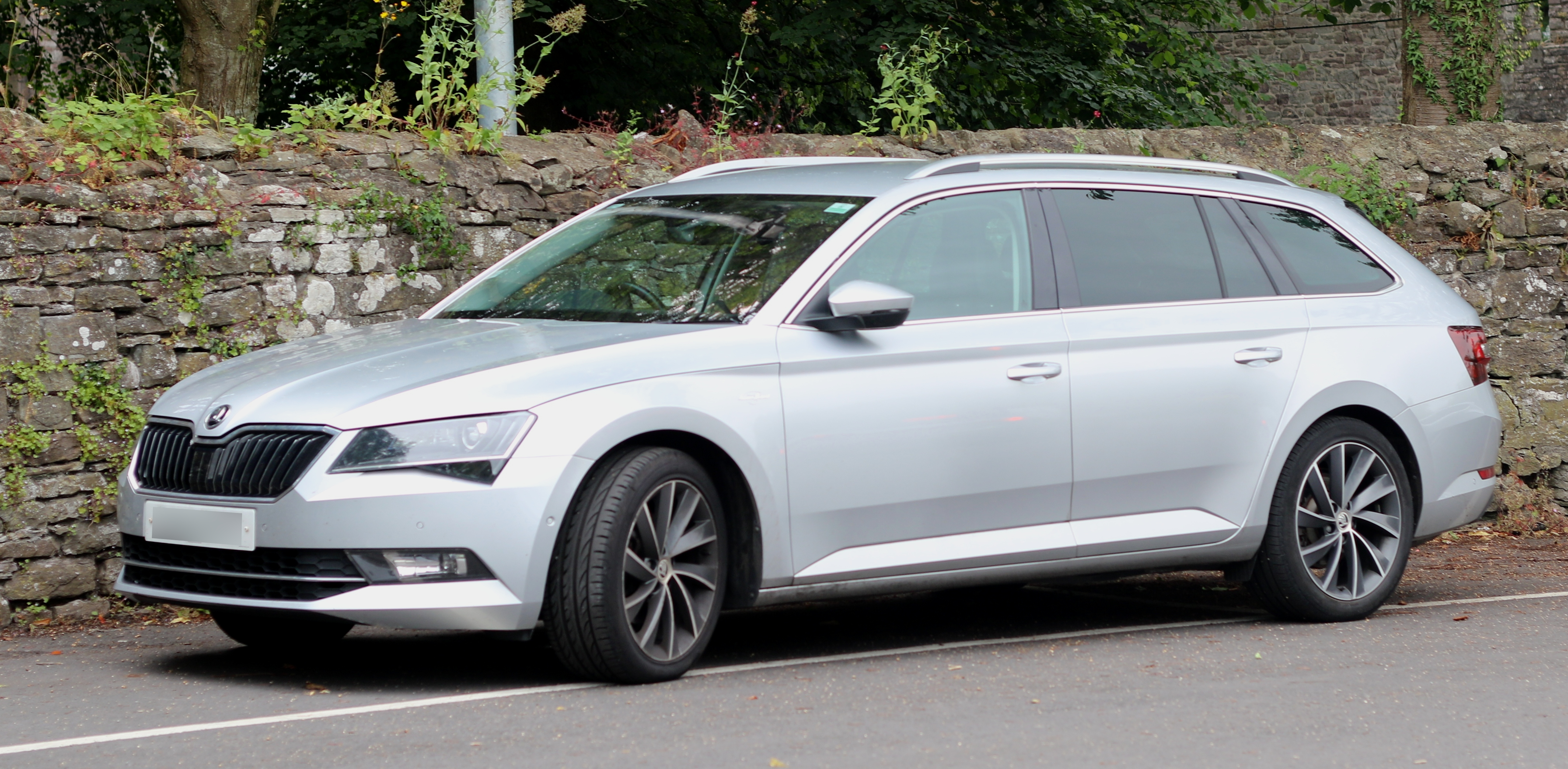
Škoda Superb III Combi
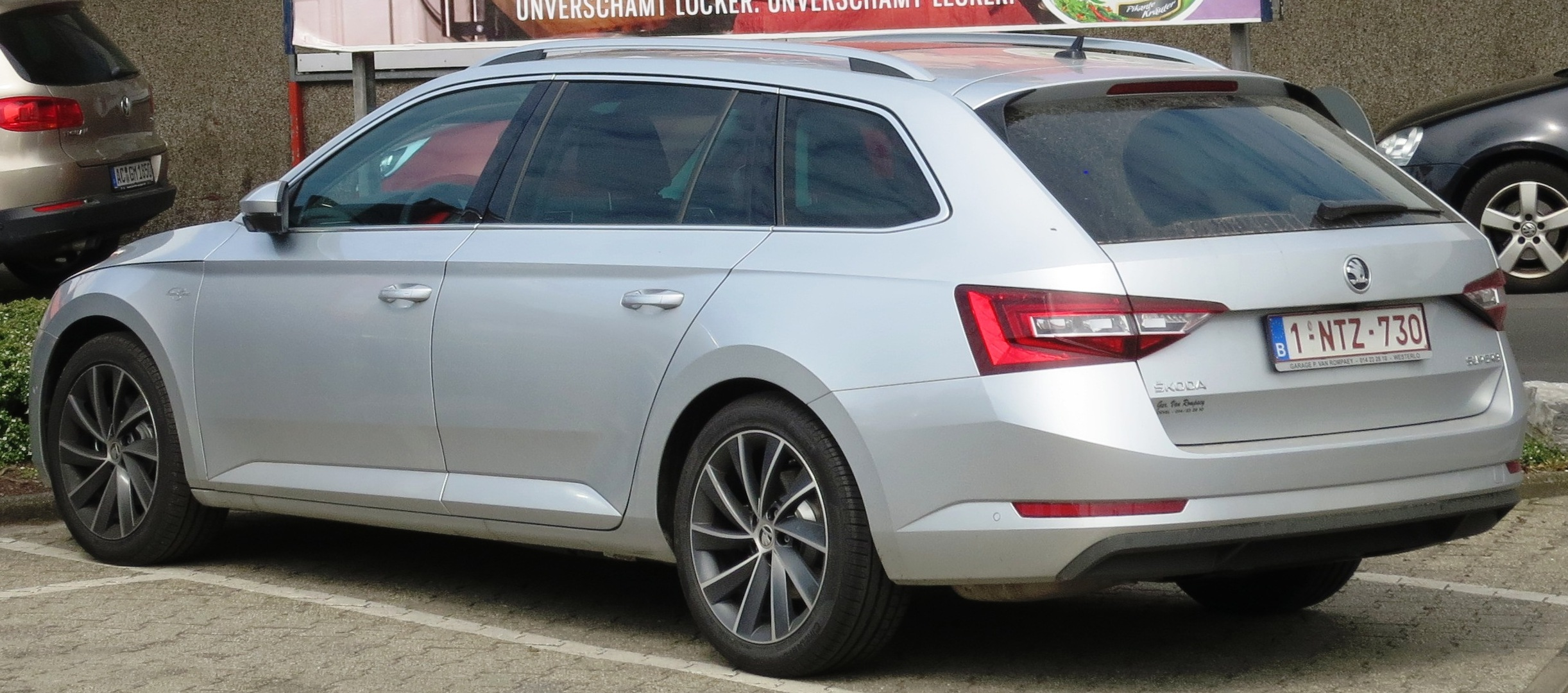
Škoda Superb III Combi

### Phase 2
En 2019, la Superb III eut droit à un restylage : les optiques s'allongent pour rejoindre la calandre, les boucliers sont redessinés et les feux antibrouillard sont étirés par une barrette chromée. À l'arrière le logo de la marque est remplacé par un lettrage chromé, les feux adoptent une nouvelle signature lumineuse et sont reliés par une baguette chromée ou noire suivant les choix des finitions. À cette occasion, la Superb est disponible avec la finition «Scout», qui comprend une transmission intégrale, des protections de carrosserie et une garde au sol surélevée. Elle est disponible uniquement avec les 2.0 TDI 190 ch et 2.0 TSI de 272 ch.
Une version hybride rechargeable fait son apparition, dénommée «iV». Elle est dotée d'un bloc moteur essence 1.4 TSI de 156 ch associé à un bloc électrique de 115 ch. L'ensemble délivre une puissance cumulée de 218 ch et un couple de 400 N m. La puissance est transmise aux roues avant via une boîte automatique double embrayage DSG à 6 rapports. Son coffre diminue sa capacité à 520 litres afin de loger la batterie.
En 2022, la variante Scout cesse d'être commercialisée en France.
En 2024, la Superb combi est déclinée en un exemplaire unique dénomé Sleeper Edition. Le moteur 2.0 est poussé à 477 ch et 661 Nm de couple.

Škoda Superb III phase 2
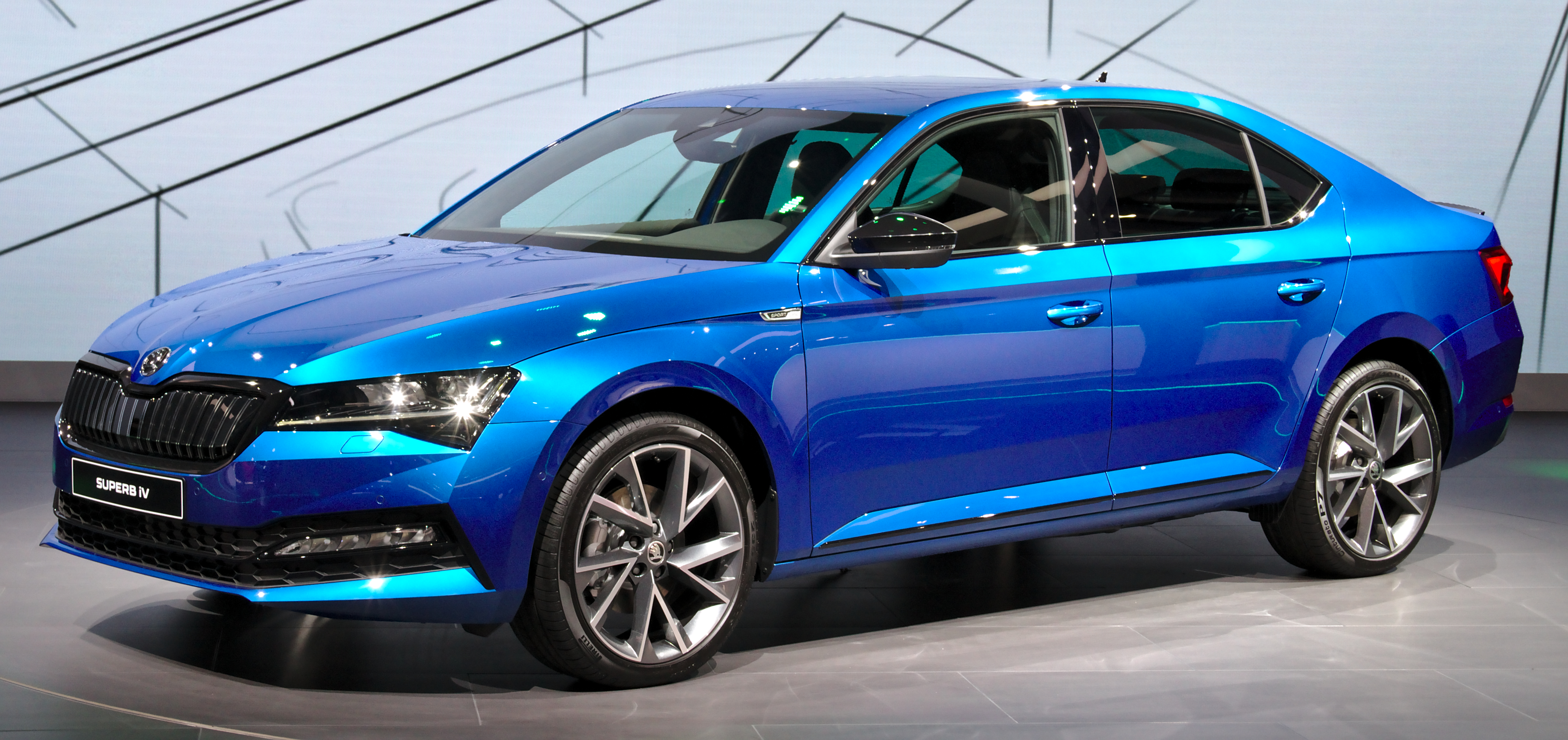
Škoda Superb III restylée
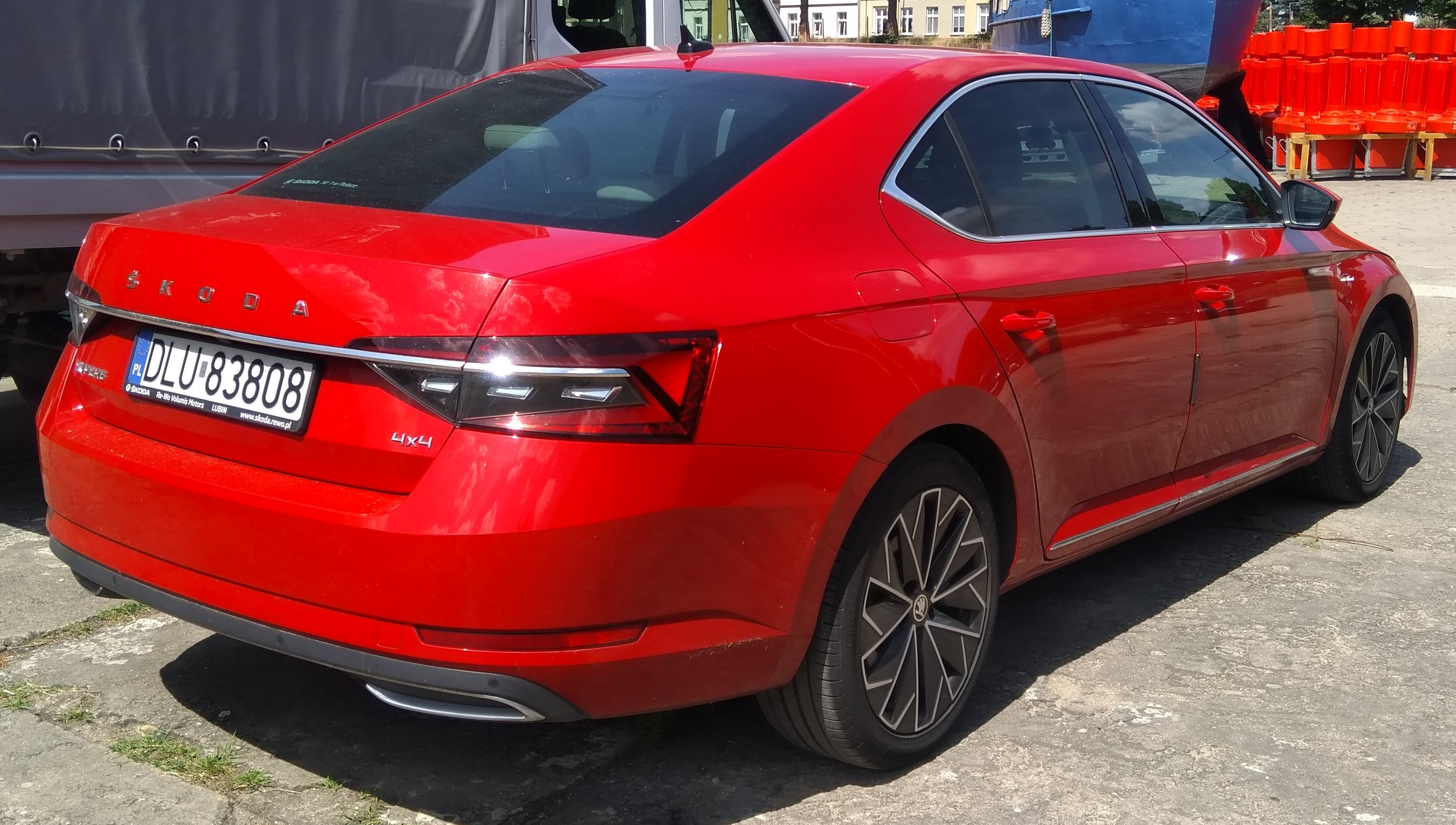
Škoda Superb III restylée
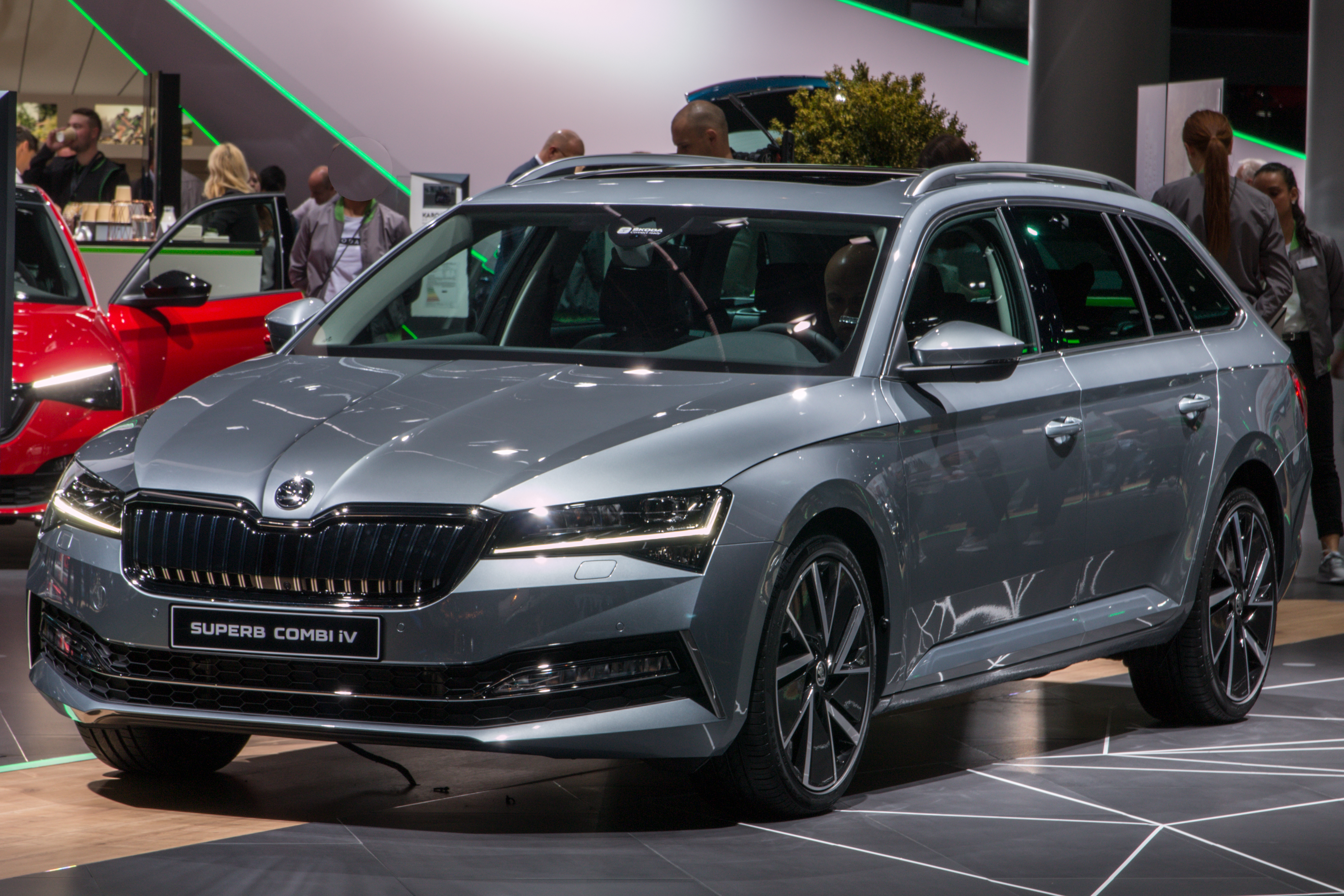
Škoda Superb III Combi restylée
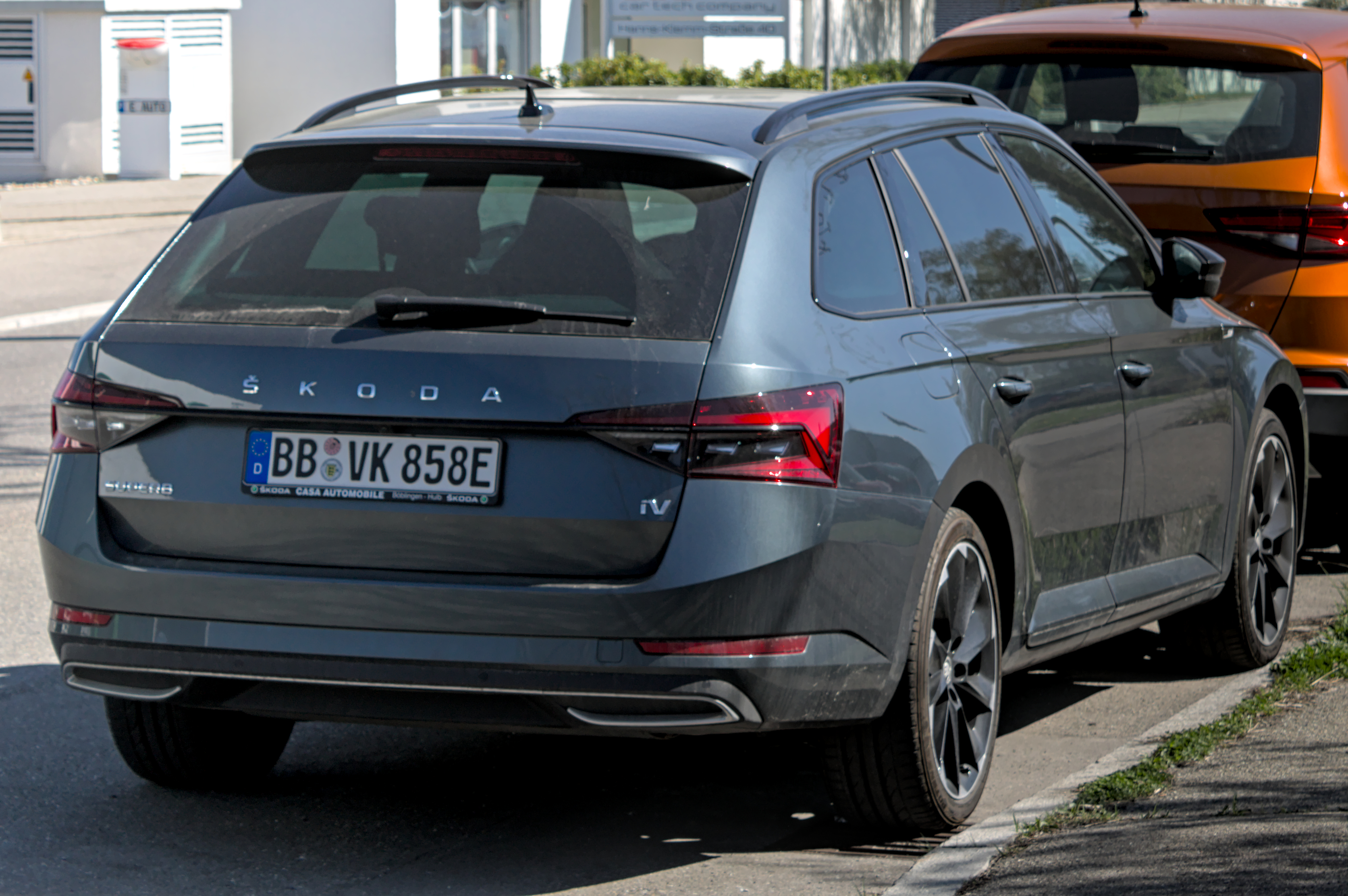
Škoda Superb III Combi restylée

### Motorisations
Essence
| Moteur                     | 4-cylindres en ligne | 4-cylindres en ligne | 4-cylindres en ligne | 4-cylindres en ligne | 4-cylindres en ligne | 4-cylindres en ligne | 4-cylindres en ligne | 4-cylindres en ligne | 4-cylindres en ligne | 4-cylindres en ligne                             |       |       |       |
| Cylindrée (cm³)            | 1 390                | 1 390                | 1 390                | 1 390                | 1 798                | 1 798                | 1 798                | 1 984                | 1 984                | 1 390                                            | 1 390 | 1 390 | 1 390 |
| Puissance maximale ch (kW) | 125                  | 150                  | 150                  | 150                  | 180                  | 180                  | 180                  | 220                  | 280                  | 218 (cumulée) 156 (thermique) + 115 (électrique) |       |       |       |
| au régime de (tr/min)      | 5 000 à 6 000        | 5 000                | 5 000                | 5 000                | 4 500 à 5 100        | 4 500 à 5 100        | 4 500 à 5 100        | 4 500 à 6 300        | 5 600                |                                                  |       |       |       |
| Couple maximal (N m)       | 200                  | 250                  | 250                  | 250                  | 320                  | 250                  | 250                  | 350                  | 350                  |                                                  |       |       |       |
| au régime de (tr/min)      | 1 400                | 1 500                | 1 500                | 1 500                | 1 500                | 1 500                | 1 500                | 2 500                | 1 700                |                                                  |       |       |       |
| Boîte de vitesses          | BVM6                 | BVM6                 | DSG7                 | BVM6                 | BVM6                 | DSG7                 | DSG7                 | DSG6                 | DSG6                 | DSG6                                             |       |       |       |
| Transmission               | Traction             | Traction             | Intégrale            | Intégrale            | Traction             | Traction             | Intégrale            | Traction             | Intégrale            | Traction                                         |       |       |       |
| Vitesse maximale (en km/h) | 208                  | 220                  | 220                  | 217                  | 232                  | 232                  |                      | 245                  | 250                  |                                                  |       |       |       |
| 0-100 km/h (en s)          | 9,9                  | 8,6                  | 8,8                  | 9                    | 8                    | 8,1                  |                      | 7                    | 5,8                  |                                                  |       |       |       |
| Consommation (en ℓ/100 km) | 5,4                  | 4,9                  | 5,1                  | 5,4                  | 5,9                  | 5,7                  |                      | 6,2                  | 8.5                  |                                                  |       |       |       |
| Émissions de CO2 (en g/km) | 125                  | 115                  | 117                  | 125                  | 134                  | 129                  |                      | 142                  | 165                  |                                                  |       |       |       |

Diesel
|                            | 1.6 TDi 120          | 1.6 TDi 120          | 2.0 TDi 150          | 2.0 TDi 150          | 2.0 TDi 150          | 2.0 TDi 190          | 2.0 TDi 190          | 2.0 TDi 190          |
| -------------------------- | -------------------- | -------------------- | -------------------- | -------------------- | -------------------- | -------------------- | -------------------- | -------------------- |
| Moteur                     | 4 cylindres en ligne | 4 cylindres en ligne | 4 cylindres en ligne | 4 cylindres en ligne | 4 cylindres en ligne | 4 cylindres en ligne | 4 cylindres en ligne | 4 cylindres en ligne |
| Cylindrée (cm³)            | 1 598                | 1 598                | 1 968                | 1 968                | 1 968                | 1 968                | 1 968                | 1 968                |
| Puissance maximale ch (kW) | 120                  | 120                  | 150                  | 150                  | 150                  | 190                  | 190                  | 190                  |
| au régime de (tr/min)      | 3 600                | 3 600                | 3 500                | 3 500                | 3 500                | 3 500                | 3 500                | 3 500                |
| Couple maxi (N m)          | 250                  | 250                  | 340                  | 340                  | 340                  | 400                  | 400                  | 400                  |
| au régime de (tr/min)      | 1 750                | 1 750                | 1 750                | 1 750                | 1 750                | 1 750                | 1 750                | 1 750                |
| Boîte de vitesses          | BVM6                 | DSG7                 | BVM6                 | DSG6                 | DSG6                 | BVM6                 | DSG6                 | DSG6                 |
| Transmission               | Traction             | Traction             | Traction             | Traction             | Intégrale            | Traction             | Traction             | Intégrale            |
| Vitesse maximale (en km/h) | 206                  | 206                  | 220                  | 216                  | 215                  | 237                  | 235                  | 230                  |
| 0-100 km/h (en s)          | 10,9                 | 11                   | 8,8                  | 9                    | 9                    | 7,6                  | 7,7/7,8              | 7,6                  |
| Consommation (en ℓ/100 km) | 3,9 à 4,1            | 4                    | 4,1                  | 4,5                  | 4,6                  | 4,1                  | 4,5                  | 4,9                  |
| Émissions de CO2 (en g/km) | 95 à 108             | 105                  | 108                  | 118                  | 120                  | 106                  | 118                  | 131                  |

### Finitions
La Superb existe en huit finitions :
- Active
- Ambition
- Business Plus
- Style
- Laurin & Klément
- Greenline
- Sportline
- Scout

En 2022, la gamme se réduit:
- Business
- Style
- Sportline
- Laurin & Klément

## 4egénération (2023 - )
La quatrième génération de la Superb est annoncée par le constructeur tchèque le 25 avril 2023 en parallèle du Škoda Kodiaq II. Le 30 Août 2023, Škoda publia les images officielles de l'intérieur de la Superb IV.
La Superb IV se montre officiellement le 2 novembre 2023 en version berline et en break (Combi). Elle est disponible à la commande à partir de janvier 2024 et arrive en concessions en mai pour le break et en juin pour la version berline.
La Superb n'est plus produite dans l’usine de Kvasiny en Tchéquie, mais en Slovaquie à Bratislavaaux cotés de la Volkswagen Passat.

### Finitions
- Sélection
- Laurin & Klement
- Sportline

### Concept car

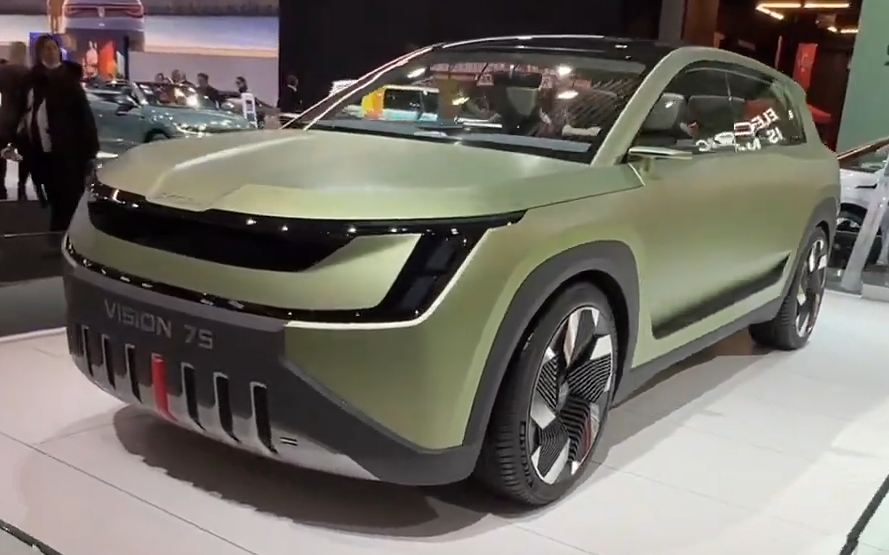
Škoda Vision 7S Concept

La Škoda Superb est préfigurée par le concept car Škoda Vision 7S présenté en novembre 2022 à Prague, dont elle s'inspire pour sa planche de bord.

## Source
- Skoda Auto